# Costanza Morosini

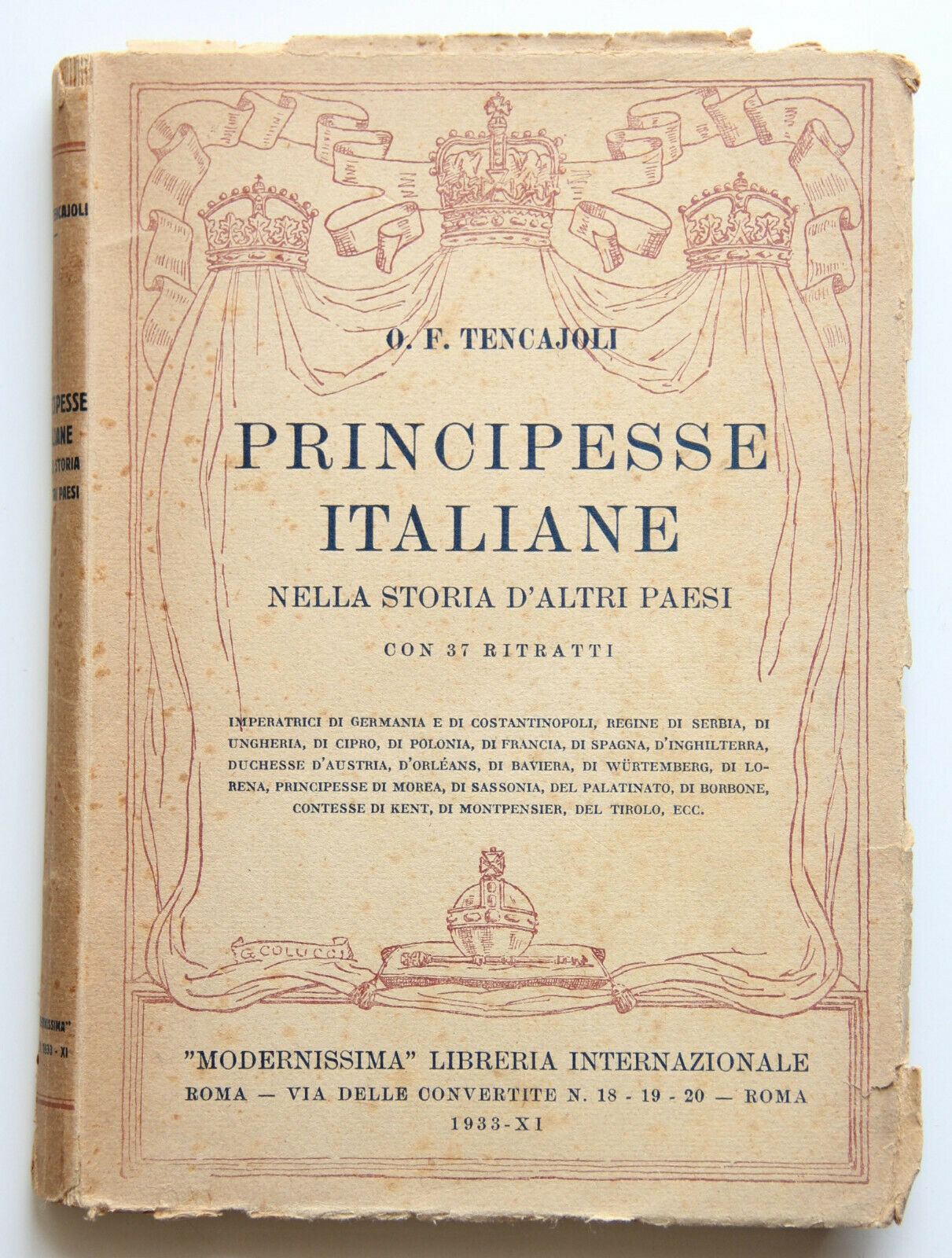
Oreste Ferdinando Tencajoli, Principesse Italiane nella storia d'altri paesi, 1933

Costanza Morosini (Venezia, 1275 – Distretto di Mačva, 1324) è stata una nobildonna italiana, regina di Serbia e discendente da una nobile famiglia patrizia veneziana, i Morosini, nipote di Tomasina Morosini regina d’Ungheria.